# Turbinicarpus
Turbinicarpus  este un gen de mici și mijlocii cactuși originari din pământurile aride ale Mexicului.

## Legături externe

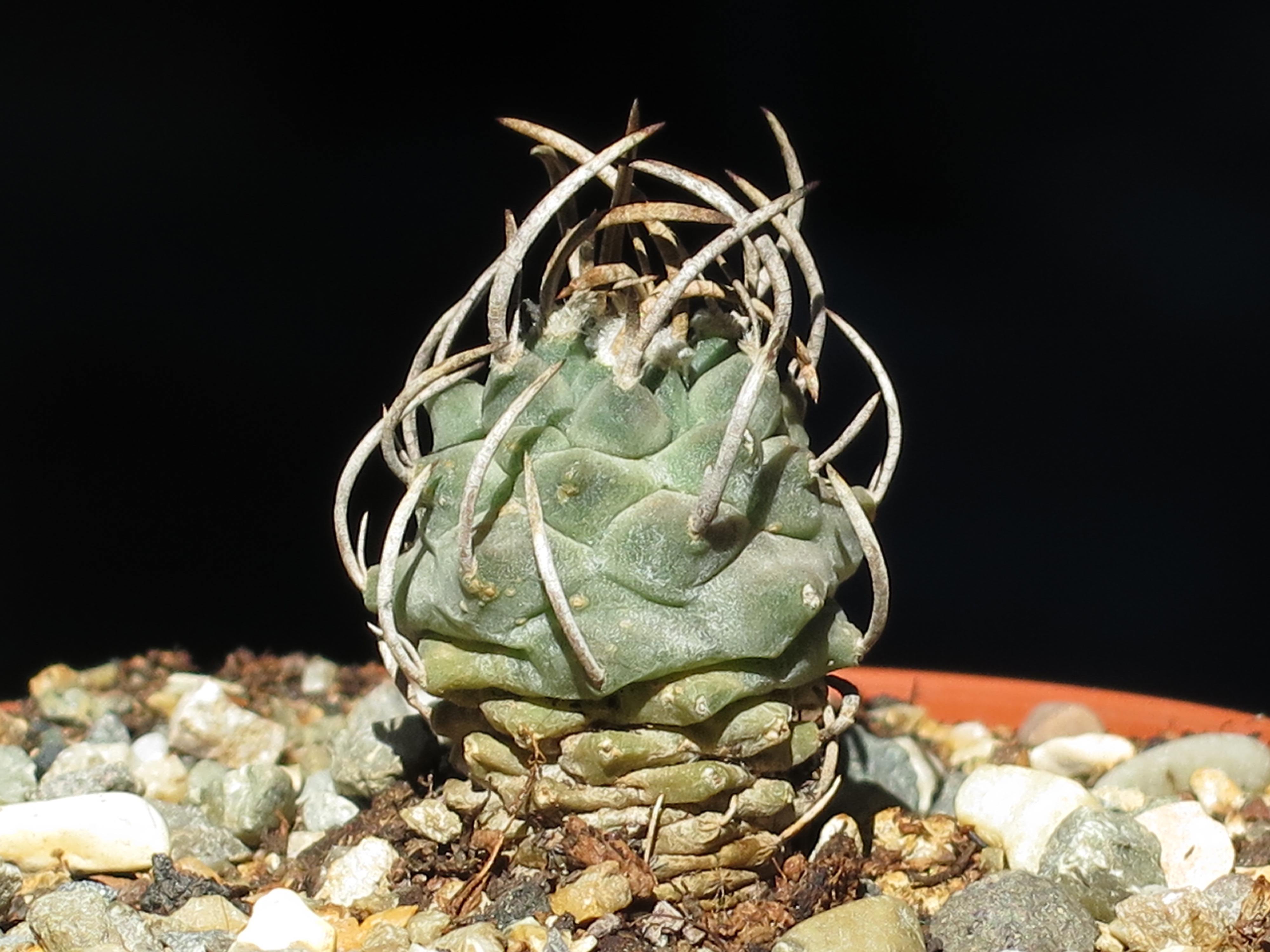
Turbinicarpus schmiedickeanus subsp. schwarzii

## Specii
- Turbinicactus flaviflorus
- Turbinicactus schmiedickeanus
- Turbinicactus viereckii

etc

## Sinonime
- Gymnocactus Backeb.
- Normanbokea Kladiwa & Buxb.